# Alloperla roberti
Alloperla roberti là một loài côn trùng thuộc họ Chloroperlidae. Đây là loài đặc hữu của Hoa Kỳ.